# Plusiophaes minuta
Plusiophaes minuta là một loài bướm đêm trong họ Noctuidae.